# 1987年愛知県議会議員選挙
1987年愛知県議会議員選挙は、1987年4月12日に執行された愛知県議会の議員を改選するための一般選挙。第11回統一地方選挙の一つとして実施された。

## 概要
県議会議員の任期4年が満了したことに伴って行われた。この選挙から以下のように選挙区と定数が変わった。全体を合わせて定数は1つ増え「107」となった。
- 「名古屋市瑞穂区選挙区」（定数3） → 定数2に減った。
- 「名古屋市熱田区選挙区」（定数2） → 定数1に減った。
- 「名古屋市天白区選挙区」（定数1） → 定数2に増えた。
- 「小牧市選挙区」（定数1） → 定数2に増えた。
- 「愛知郡選挙区」（定数1） → 定数2に増えた。

59選挙区107議席に対し178人が立候補した。そのうち8選挙区で8人が無投票当選となった。投票率は54.10％で、1983年の前回選の投票率（55.88％）を1.78ポイント下回り、過去最低を記録した。

## 基礎データ
- 選挙事由：任期満了
- 告示日：1987年4月3日
- 投票日：1987年4月12日
- 議員定数：107人
- 選挙区：59選挙区（うち8選挙区で無投票）
- 候補者数：178人（うち8人が無投票当選）

## 選挙結果
| 党派       | 計  | 新旧別 | 新旧別 | 新旧別 | 無投票 当選 |
| 党派       | 計  | 現職   | 元職   | 新人   | 無投票 当選 |
| ---------- | --- | ------ | ------ | ------ | ----------- |
| 自由民主党 | 59  | 51     | 0      | 8      | (7)         |
| 民社党     | 17  | 10     | 1      | 6      |             |
| 日本社会党 | 14  | 7      | 0      | 7      | (1)         |
| 公明党     | 7   | 6      | 0      | 1      |             |
| 日本共産党 | 3   | 1      | 1      | 1      |             |
| 無所属     | 7   | 3      | 0      | 4      |             |
|            | 107 | 78     | 2      | 27     | (8)         |